# Jenny Tschernichin-Larsson
Jenny Tschernichin-Larsson (1867 - 15 de juny de 1937) va ser una actriu teatral i cinematogràfica de nacionalitat sueca, activa en l'època del cinema mut.

## Biografia
Nascuda en Finlàndia, va ser contractada en 1912 pels estudis cinematogràfics Svenska Bio, a Lidingö, arribant a actuar en unes 50 pel·lícules fins a l'any 1933.
Va morir en Estocolm, Suècia, l'any 1937. Va estar casada amb l'actor i director suec William Larsson.

## Filmografia

### Actriu
- 1912: Den tyranniske fästmannen
- 1913: Miraklet
- 1913: Gränsfolken
- 1913: På livets ödesvägar
- 1913: Den okända
- 1913: Den moderna suffragetten
- 1913: Livets konflikter
- 1914: Skottet
- 1914: Stormfågeln
- 1914: Högfjällets dotter
- 1914: Kammarjunkaren
- 1914: När svärmor regerar
- 1914: Hjärtan som mötas
- 1914: Bra flicka reder sig själv
- 1914: Dömen icke
- 1914: Prästen
- 1914: Gatans barn
- 1915: En av de många
- 1915: Hans bröllopsnatt
- 1915: Hämnaren
- 1915: Landshövdingens döttrar
- 1915: Mästertjuven
- 1915: Hans hustrus förflutna
- 1915: Alla sätt äro bra utom de tråkiga
- 1916: På detta numera vanliga sätt
- 1916: Kärlek och journalistik
- 1916: Dödskyssen
- 1916: Balettprimadonnan
- 1916: Therèse
- 1916: Havsgamar
- 1916: Hon segrade
- 1917: Värdshusets hemlighet
- 1917: Tösen från Stormyrtorpet
- 1917: Thomas Graals bästa film
- 1917: Terje Vigen
- 1917: Miljonarvet
- 1918: Thomas Graals bästa barn
- 1918: Berg-Ejvind och hans hustru
- 1919: Dunungen
- 1919: Ingmarssönerna
- 1920: Fiskebyn
- 1920: Klostret i Sendomir
- 1921: En vildfågel
- 1922: Kärlekens ögon
- 1923: Hälsingar
- 1925: För hemmet och flickan
- 1925: Bröderna Östermans huskors
- 1926: Ebberöds bank
- 1927: Hin och smålänningen
- 1932: En stulen vals
- 1933: Halta Lena och vindögde Per

### Guionista
- 1925: Bröderna Östermans huskors

## Teatre (selecció)
- 1897: Tokerier, de Carl Laufs, direcció de Mauritz Swedberg, Teatre Suec de Hèlsinki[2]
- 1911: Bakom Kuopio, de Gustaf von Numers, direcció de Mauritz Stiller, Strindbergs Intima Teater[3]
- 1911: Pastor Jussilainen, de Gustaf von Numers, direcció de Jenny Tschernichin-Larsson, Strindbergs Intima Teater[4]